# Staats Island
Staats Island är en ö i territoriet Falklandsöarna (Storbritannien). Den ligger i den västra delen av landet. Arean är 5,0 kvadratkilometer.
Terrängen på Staats Island är platt. Öns högsta punkt är 137 meter över havet. Den sträcker sig 4,4 kilometer i nord-sydlig riktning, och 3,9 kilometer i öst-västlig riktning. På ön finns hed.